# Marina Bay Sands
Marina Bay Sands is een luxueus hotel gelegen in de Marina Bay, Singapore. Het werd ontwikkeld door Las Vegas Sands Corp. Het totale project kostte in totaal ruim 5 miljard euro.

## Kenmerken
Het hele complex beschikt over 2561 kamers, een accommodatie voor beurzen, (sport)evenementen, concerten, congressen en vergaderingen (120.000m²), een museum, twee grote theaterzalen, zeven sterrenrestaurants, twee drijvende Crystal Pavilions, een schaatsbaan en het grootste casino ter wereld met 500 tafels en 1600 gokautomaten. Op het dak van het complex is er het 340 m lange SkyPark met een capaciteit van 3900 mensen en een 150 meter lang zwembad. Het project werd gebouwd door de Israëlisch-Canadese architect Moshe Safdie, die onder meer de National Gallery of Canada heeft ontworpen.

## Geschiedenis
Aanvankelijk werd verwacht dat het casino reeds in 2009 zou opengesteld worden, maar de grote opening liep vertraging op door de grote kostprijs van het materiaal en een tekort aan arbeidskrachten. De kredietcrisis in 2007 verplichtte het bedrijf kleinere projecten op de lange baan te schuiven en zich volledig te richten op de afwerking van het complex.

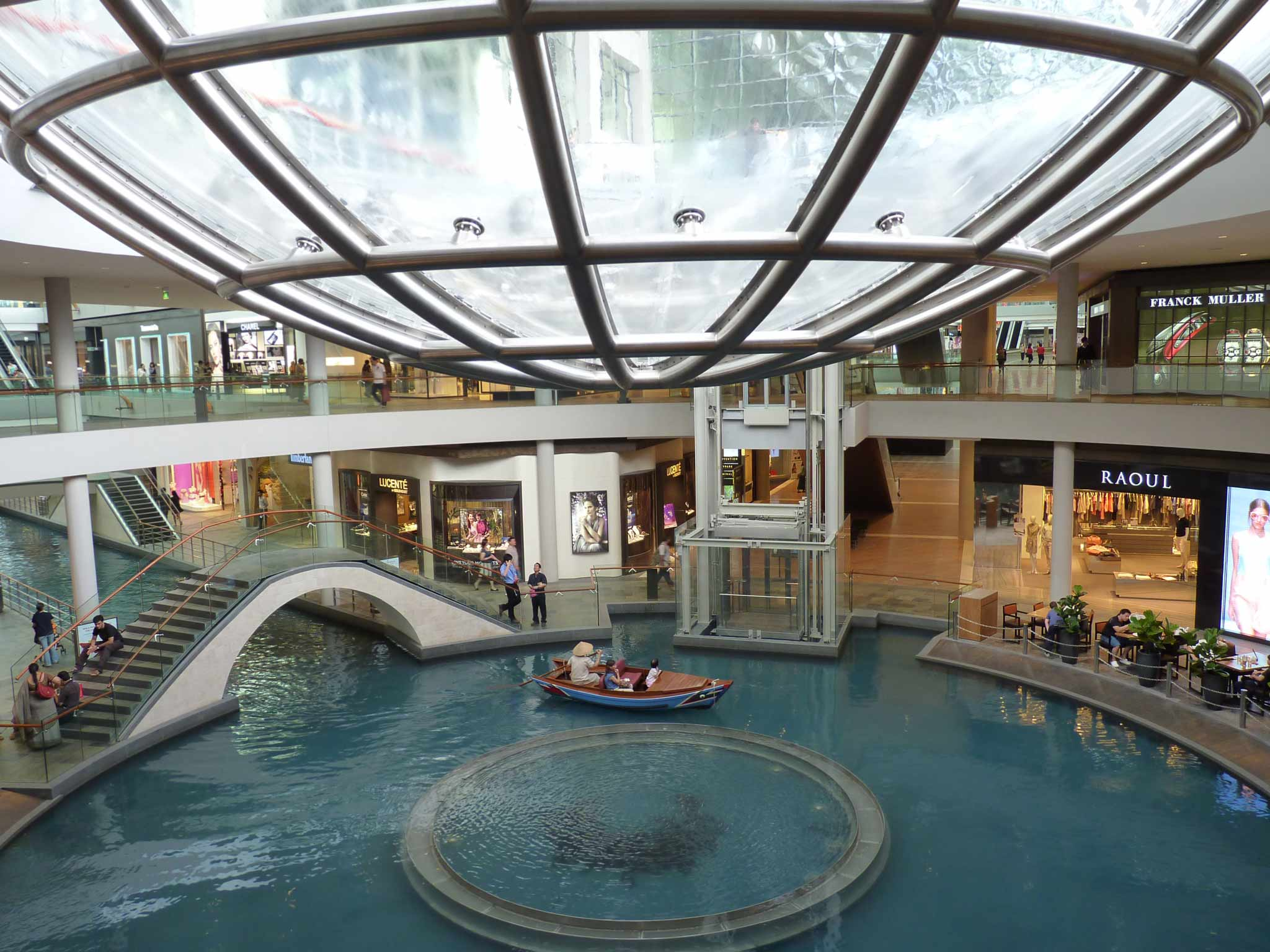
De Rain Oculus boven het winkelcentrum

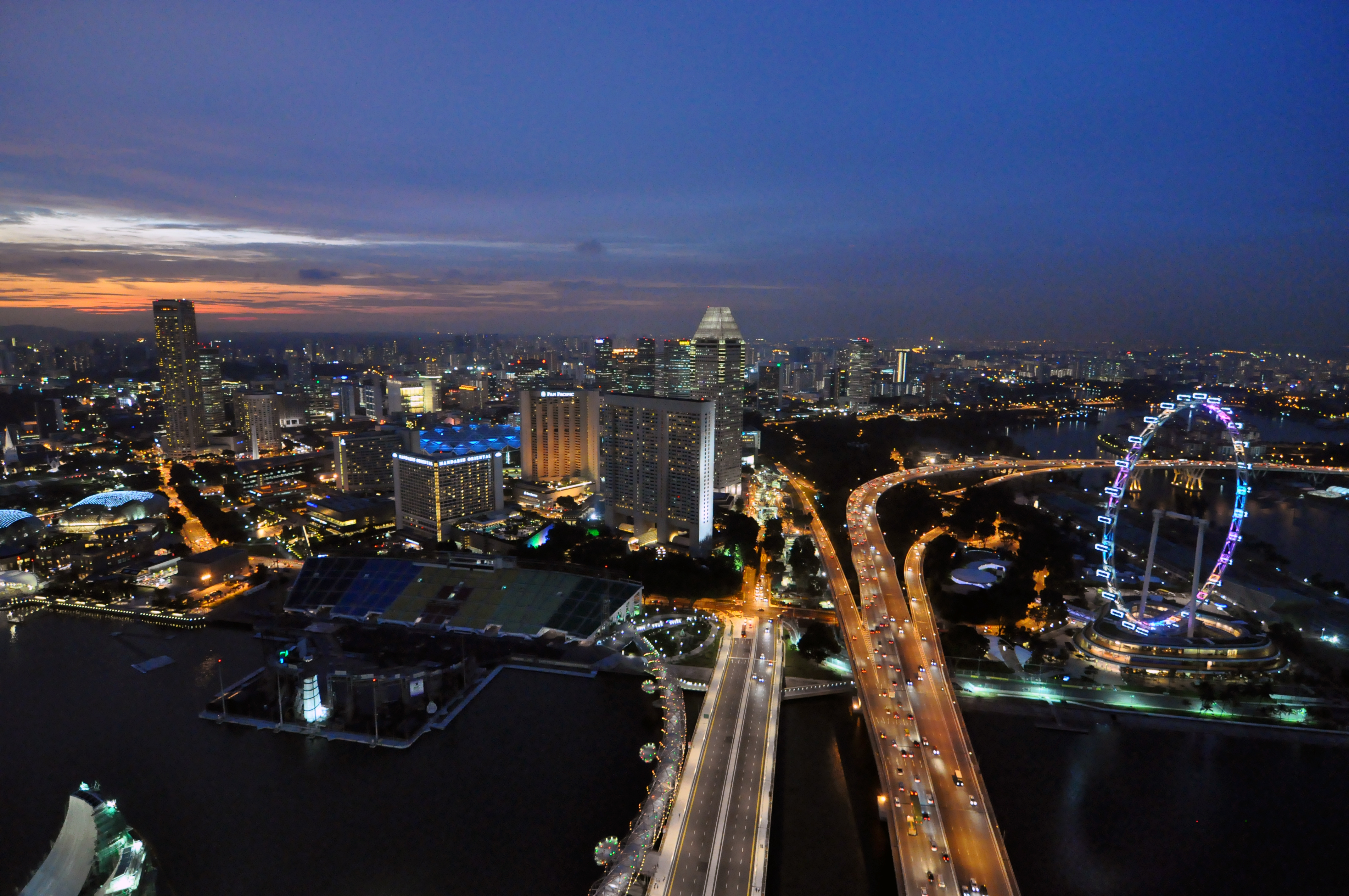
Zicht op de Singapore Flyer vanaf het SkyPark

Het resort werd officieel geopend op 23 en 24 juni 2010 als deel van een tweedaagse openingsviering. Op 27 april 2010 ging eerder al het casino open. Het SkyPark opende één dag later. Het theater werd op tijd klaar gemaakt voor de eerste voorstelling door Riverdance op 30 november. De indoor schaatsbaan werd met een voorstelling van Michelle Kwan officieel geopend op 18 december. Het ArtScience Museum opende met een 13 minuten durende water, licht- en laserspektakel, genaamd Wonder Full, op 19 februari 2011. Daarmee was het volledige resort officieel voorgesteld en opengesteld voor het publiek.
De grote opening van het Marina Bay Sands werd gehouden op 17 februari 2011. Het werd ook de grote opening van zeven sterrenrestaurants. De langverwachte Broadway musical The Lion King ging in première op 3 maart 2011 in het theater van het complex. Het laatste deel van het Marina Bay Sands, de drijvende paviljoenen, werden geopend door de huurders Louis Vuitton en Pangaea Club op 18 en 22 september 2011.

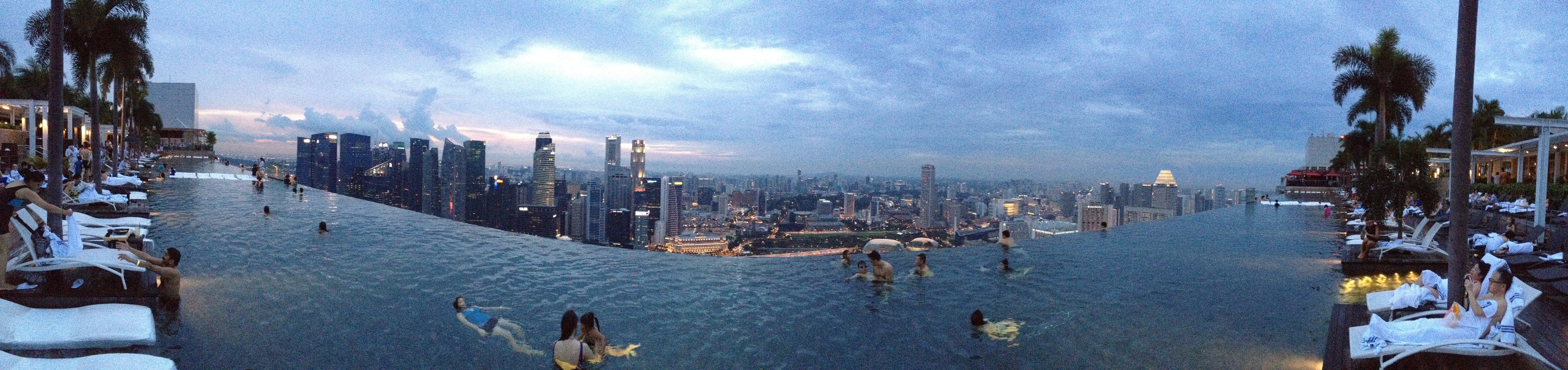
Het zwembad van Marina Bay Sands op het dak van het complex

- Library of Congress Control Number: no2012123471
- MusicBrainz: 13c30da6-d1e1-4060-9e09-d46b76d2c065
- Virtual International Authority File: 266877820
- WorldCat: E39PBJfh34WhM7t8RFwfvCXDbd